# Portugal Cove
Portugal Cove is een dorp in de Canadese provincie Newfoundland en Labrador. De plaats bevindt zich in het oosten van het eiland Newfoundland en maakt deel uit van de gemeente Portugal Cove-St. Philip's. De haven van het dorp doet dienst als ferryterminal voor de veerboten van en naar Bell Island.

## Geschiedenis
In 1977 werd het dorp een gemeente met de status van town. In 1992 fuseerde de gemeente met buurgemeenten St. Philip's en Hogan's Pond om alzo de fusiegemeente Portugal Cove-St. Philips te vormen.

## Geografie
Portugal Cove ligt op het schiereiland Avalon aan de gelijknamige inham van Conception Bay. Het dorp wordt doorkruist door een beek genaamd de Main River. Aan de rand van het dorp liggen verschillende kleine meren, waaronder de Millers Pond en de Clements Pond.

## Galerij

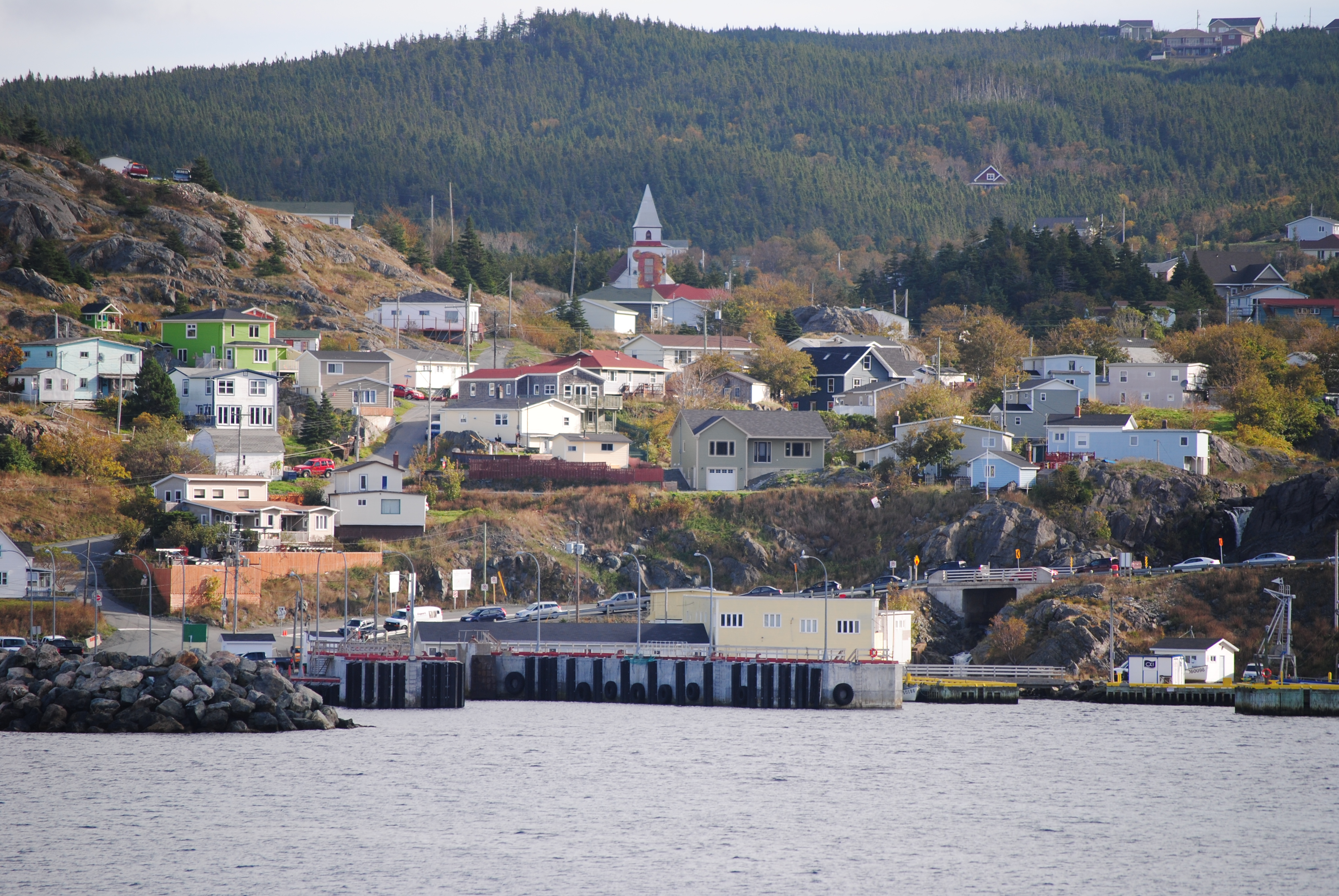
Zicht op de haven van Portugal Cove
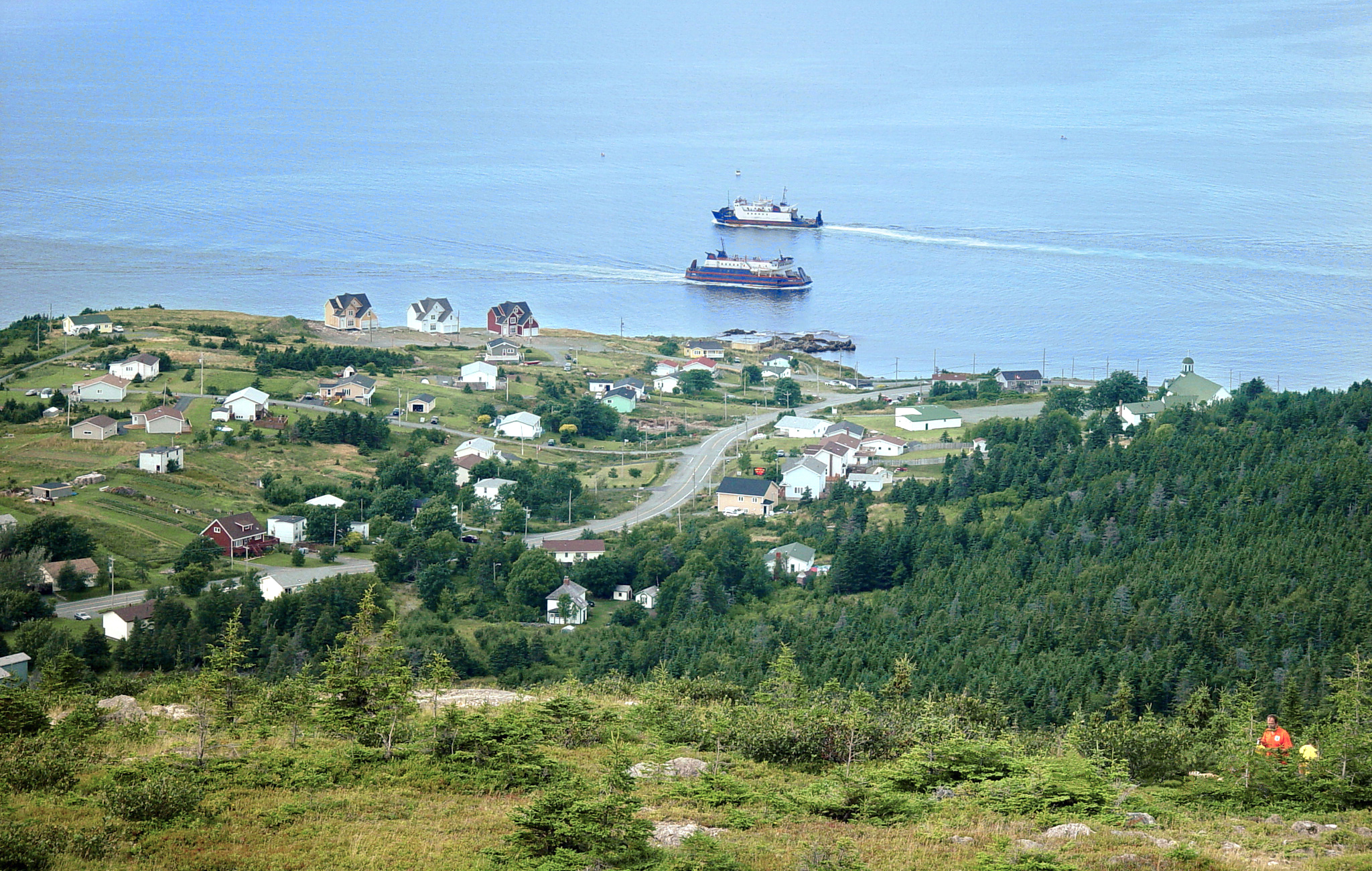
Portugal Cove met de twee ferryboten die de verbinding naar Bell Island verzorgen